# Diplonaevia junciseda
Diplonaevia junciseda är en svampart som tillhör divisionen sporsäcksvampar, och som först beskrevs av Joseph Schröter, och fick sitt nu gällande namn av John Axel Nannfeldt. Diplonaevia junciseda ingår i släktet Diplonaevia, och familjen Dermateaceae. Arten är reproducerande i Sverige.